# Ulrika Eleonora kyrka, Fredrikshamn
Ulrika Eleonoras kyrka var en kyrkobyggnad i Fredrikshamn i Finland. Kyrkan fungerade som kyrka för Fredrikshamns svenskspråkiga församling. 
Ulrika Eleonoras kyrka var en dubbelkorskyrka, och låg på samma plats som den nuvarande ortodoxa kyrkan. Kyrkan byggdes 1730–1731 och ritades av artillerilöjtnanten Henrik Schoultz.  Som förlaga användes  Katarina kyrka i Stockholm. Ulrika Eleonoras kyrka förstördes i en brand och Elisabethskyrkan byggdes i dess ställe mellan 1748 och 1751.